# I'm on One
I'm on One è un singolo del disc jockey statunitense DJ Khaled, pubblicato nel 2011 ed estratto dal suo quinto album in studio We the Best Forever. Il brano vede la collaborazione del rapper canadese Drake e dei rapper statunitensi Rick Ross e Lil Wayne.

## Tracce
- Download digitale

1. I'm on One (featuring Drake, Rick Ross and Lil Wayne) – 4:56

## Video
Il videoclip della canzone è stato diretto dal regista statunitense Gil Green.